# Фервју Бич (Вирџинија)
Фервју Бич (енгл. Fairview Beach) насељено је место без административног статуса у америчкој савезној држави Вирџинија.

## Демографија
По попису из 2010. године број становника је 391, што је 161 (70,0%) становника више него 2000. године.
| Група             | 2000.       | 2010.       |
| Белци             | 224 (97,4%) | 369 (94,4%) |
| Афроамериканци    | 0 (0,0%)    | 11 (2,8%)   |
| Азијати           | 2 (0,9%)    | 2 (0,5%)    |
| Хиспаноамериканци | 0 (0,0%)    | 4 (1,0%)    |
| Укупно            | 230         | 391         |